# فرودگاه رندانی
 فرودگاه رندانی (به انگلیسی: Rendani Airport) یک فرودگاه همگانی با کد یاتا MKW است . این فرودگاه در کشور اندونزی قرار دارد و در ارتفاع ۷ متری از سطح دریا واقع شده است.